# Eruzione dell'Etna del 1865
L'eruzione dell'Etna del 1865 ebbe inizio il 29 gennaio e si concluse nella metà di giugno dello stesso anno. In seguito ad essa nacquero i cosiddetti Monti Sartorius sul versante a nord-est.

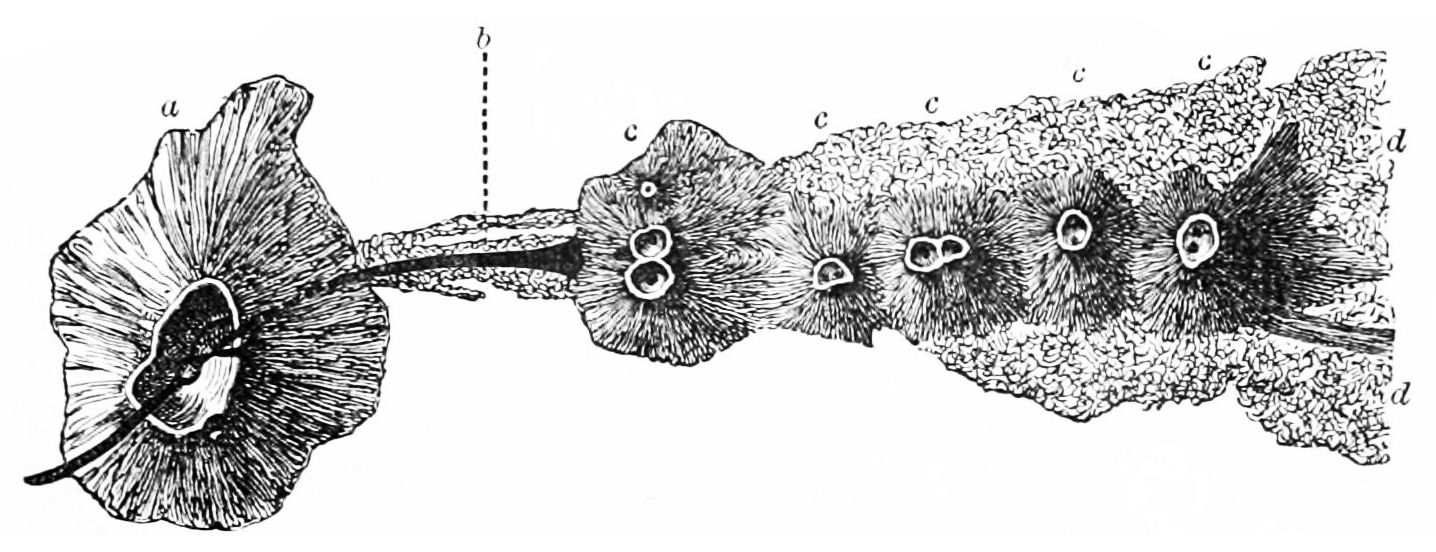
Antica mappa della frattura del 1865

## Fasi eruttive
L'attività del vulcano ebbe inizio dal monte Frumento delle Concazze alle ore 14,30 del 28 gennaio 1865. L'attività di degassamento, con emissione di cenere, vapori e gas, fu accompagnata da boati, scuotimenti e scosse sismiche. Il 29 gennaio, alle ore 23, un forte sisma interessò tutta l'area orientale del vulcano provocando panico negli abitanti dei comuni dell'area, reiterandosi per alcune ore. Al sisma fecero seguito tre fontane di lava che sgorgarono dalle fenditure apertesi tra quota 1800 e 1750 m s.l.m.. Il 30 gennaio, ad est di monte Frumento, si aprì una fenditura di circa 400 metri che emise ulteriori otto fontane di lava. Con passare del tempo le fratture e i punti di emissione continuarono a spostarsi verso est con la formazione di otto coni tutti attivi tra il 4 il 5 febbraio. 
L'eruzione sembrò rallentare nei giorni successivi e la colata più bassa, verso nord-est, si fermò il 9 febbraio; un braccio successivo si arrestò il 12 dello stesso mese. Ma, tra il 19 e il 25 marzo, l'eruzione riprese vigore. Una nuova colata circondò Monte Chiovazzi alla fine di marzo raggiungendo la massima lunghezza il 4 aprile. Seguirono varie emissioni successive fino alla metà del mese di giugno, quando l'attività cessò definitivamente.